# Malyj dramatičeskij teatr
Il Malyj dramatičeskij Teatr (in russo Малый драматический театр?, "Piccolo teatro drammatico"), chiamato anche Teatr Evropy (Teatro d'Europa), è un teatro russo con sede a San Pietroburgo ed è conosciuto anche come Teatro Dodin, dal nome di Lev Abramovič Dodin, suo massimo mentore: si trova in Uliza Rubensteina, nelle immediate vicinanze della Prospettiva Nevskij.
Nato nel 1944 nella vecchia Leningrado, conobbe un periodo iniziale di attività minima, dovuta al fatto che, in quegli anni, i teatri della città vennero boicottati dalla partecipazione dell'Unione Sovietica alla seconda guerra mondiale.
Il teatro inizialmente operò senza sede fissa, producendo spettacoli che venivano rappresentati nella regione di Leningrado da una piccola troupe. Nel 1962  vi recita la compagnia di Eduardo De Filippo che ottiene un successo strepitoso. Dagli anni settanta del ventesimo secolo un enorme successo investì le produzioni del Malyj, portando quest'ultimo in tournée in molti paesi europei ed extraeuropei, divenendo simbolo di una rinata arte drammatica russa.
Nel 1998, a seguito dei numerosi riconoscimenti in campo artistico, il Malyj ottenne il nome di Teatro d'Europa, entrando a far parte dell'Unione dei Teatri d'Europa voluta dal regista teatrale italiano Giorgio Strehler.